# Cyclone (Serpenti)
Cyclone è il terzo album discografico del gruppo musicale dei Serpenti, pubblicato nel 2014.

## Il disco
Il disco è il primo in lingua inglese ed è stato pubblicato dall'etichetta discografica svedese Uberstrom.
Il singolo di lancio è rappresentato dal brano Dizzy, pubblicato a metà novembre 2013 e di cui è stato realizzato anche un video musicale. 
La tracklist è composta da versioni in inglese di diversi pezzi presenti nei primi due album in italiano del gruppo (Sottoterra e Serpenti). I suoni spaziano dal pop leggero all'elettronica sintetica, passando per il dance e la disco music anni '80.

## Tracce
1. Hite Me – 3:50
2. Dizzy – 3:47
3. Normal – 3:26
4. Dancing on My Own – 3:25
5. Be My Boy – 3:40
6. Touching Me – 2:37
7. I Can't Fall Down – 3:39
8. Time – 3:14
9. Wanna – 3:06
10. Wicked – 3:23
11. I Guess It's Love – 4:18
12. Shame on Your Name – 3:40
13. Drained – 4:32

## Gruppo
- Luca Serpenti - basso, programmazioni, produzione
- Gianclaudia Franchini - voce